# Muscolo elevatore dell'angolo della bocca
Nell'anatomia umana il muscolo elevatore dell'angolo della bocca chiamato anche muscolo canino o muscolo elevatore della commessura delle labbra è un muscolo della parte superiore della bocca, che caratterizza l'espressione del volto in contrapposizione con il muscolo depressore dell'angolo della bocca.

## Anatomia
Origina dalla fossa canina della mascella, inferiormente al forame infraorbitario e si inserisce sulla cute e sulla muscolatura della bocca. È innervato dal ramo zigomatico del nervo facciale.

## Azione
Solleva la commessura labiale, tirandola medialmente e accentuando l'incisura naso-labiale.